# Адесіо Ломбардо
Адесіо Ломбардо (ісп. Adesio Lombardo, 2 лютого 1925) — уругвайський баскетболіст.
Бронзовий призер Олімпійських Ігор 1952 року, учасник 1948 року.